# Humbang Hasundutan
Humbang Hasundutan ist ein indonesischer Regierungsbezirk (Kabupaten) in der indonesischen Provinz Sumatra Utara. Zur Jahresmitte 2023 leben hier 205.090 Menschen auf 2,351,51 Quadratkilometern. Es herrscht Frauenüberschuss (50,21 % bzw. 102.979 davon). Der Verwaltungssitz des Kabupaten Humbang Hasundutan ist die Stadt Dolok Sanggul.

## Geographie
Humbang Hasundutan liegt im Westen der Provinz Sumatra Utara und erstreckt sich auf Höhenlagen zwischen 330 und 2.075 Metern (Kecamatan Parlilitan). Die geografischen Koordinaten des Binnenbezirks liegen zwischen 2°01′ und 2°28′ n. Br. und 98°10′ und 98°58′ ö. L. Humbang Hasundutan grenzt im Norden an den Regierungsbezirk Samosir, im Osten an Tapanuli Utara, im Südwesten an Tapanuli Tengah sowie im Nordwesten an Pakpak Bharat. Innerhalb des Kecamatan Baktiraja (im Nordosten des Bezirks), gehört noch ein kleiner, südwestlich gelegener Teil des Tobasees (ca. 1.500 ha) zum Kabupaten Humbang Hasundutan. Darin liegen zwei Eilande: Simamora (10 ha) und Sirungkungon (14 ha).

## Verwaltungsgliederung

Die Lage der Kecamatan

Administrativ unterteilt sich Humbang Hasundutan in zehn Distrikte (indonesisch Kecamatan) mit 154 Dörfern (indonesisch Desa), das einzige davon mit städtischem Charakter und als Kelurahan bezeichnete ist der Verwaltungssitz Pasir Dolok Sanggul.
| Code 1   | Kecamatan Distrikt      | Ibu Kota Verwaltungssitz  | Fläche (km²) | Einw. 2010 2 | Volkszählung 2020 | Volkszählung 2020 | Volkszählung 2020 | Anzahl der |
| Code 1   | Kecamatan Distrikt      | Ibu Kota Verwaltungssitz  | Fläche (km²) | Einw. 2010 2 | Einw. 3           | 0Dichte 40        | Sex Ratio 5       | Desa 6     |
| -------- | ----------------------- | ------------------------- | ------------ | ------------ | ----------------- | ----------------- | ----------------- | ---------- |
| 12.16.01 | Parlilitan              | Sihotang Hasugian Tonga00 | 727,75       | 17.316       | 19.887            | 27,3              | 100,01            | 20         |
| 12.16.02 | Pollung                 | Hutapaung                 | 327,36       | 17.615       | 21.415            | 65,4              | 101,84            | 13         |
| 12.16.03 | Baktiraja               | Marbun Toruan             | 22,32        | 6.824        | 7.580             | 339,6             | 99,26             | 7          |
| 12.16.04 | Paranginan              | Sihonongan                | 47,78        | 12.487       | 14.815            | 310,1             | 99,34             | 11         |
| 12.16.05 | Lintong Nihuta          | Sibuntuon Parpea          | 181,26       | 29.066       | 33.412            | 184,3             | 101,40            | 22         |
| 12.16.06 | Doloksanggul            | Pasar Doloksanggul        | 209,30       | 43.197       | 51.087            | 244,1             | 100,36            | 27 / 1     |
| 12.16.07 | Sijamapolang            | Bonan Dolok               | 140,18       | 5.112        | 6.145             | 43,8              | 103,07            | 10         |
| 12.16.08 | Onan Ganjang00          | Onan Ganjang              | 222,56       | 9.835        | 11.152            | 50,1              | 98,36             | 12         |
| 12.16.09 | Pakkat                  | Pakkat Hauagong           | 381,68       | 23.029       | 24.118            | 63,2              | 97,56             | 22         |
| 12.16.10 | Tarabintang             | Tarabintang               | 242,52       | 7.169        | 8.140             | 33,6              | 100,44            | 9          |
| 12.16    | Kab. Humbang Hasundutan | Kab. Humbang Hasundutan   | 2.502,71     | 171.650      | 197.751           | 79,0              | 100,17            | 153 / 1 6  |

## Demographie
Zur siebten Volkszählung im September 2020 (indonesisch Sensus Penduduk – SP2020) lebten in Humbang Hasundutan 197.751 Menschen, davon 98.793 Frauen (49,96 %) und 98.958 Männer (50,04 %). Gegenüber dem letzten Zensus (2010) kippte der Frauenüberschuss von 50,28 Prozent und der Frauenanteil sank um 0,32 Prozent (2010: 85.344 Männer ÷ 86.306 Frauen).
Im Jahr 2019 war die Mehrheit der Bevölkerung (96,34 %) Christen (146.689 Protestanten und 55.890 Katholiken). Im Verwaltungssitz Doloksanggul lebten davon die meisten (36.882 Protestanten, 6.759 Katholiken), anteilig die meisten Christen lebten in Paranginan (99,56 %). In den drei westlichen Kecamatan Pakkat, Parlilitan und Tarabintang lebten mehr Katholiken als Protestanten. in Tarabintang war zudem der Anteil der Muslime am höchsten (11,47 %). Hindus und Buddhisten gab es keine.
Im gleichen Jahr gab es 26 Moscheen, 12 kleinere islamische Gebetsräume (indonesisch Musholla) sowie 469 protestantische Kirchen (die meisten im Kec. Doloksanggul) und 123 katholische Kirchen (26 in Pakkat).

### Soziale Daten 2020
| Merkmal                                                            | Kabupaten | 0Provinz Sumatra Utara0 |
| ------------------------------------------------------------------ | --------- | ----------------------- |
| Bev. unterh. der Armutsgrenze (Tsd.)0                              | 17,92     | 1.283,29                |
| Anteil der „armen Bevölkerung“ (indonesisch Penduduk miskin) (%)00 | 00,36     | 08,75                   |
| Arbeitslosenrate (%)                                               | 00,84     | 006,91                  |
| Lebenserwartung (in Jahren)                                        | 69,27     | 069,10                  |
| HDI-Index                                                          | 68,87     | 071,77                  |
| Analphabetenrate (in %, >15 J.)                                    | <1        | 000,84                  |
| Abhängigenquotient (%)                                             | 63,69     | 048,32                  |
| Anteil der Altersgruppen                                           | 0Real0    | 0Prozentual0            |
| Kinder (<15 J.)                                                    | 063.0780  | 031,90                  |
| arbeitsfähige Bevölkerung (15–64 J.)                               | 120.8110  | 061,09                  |
| Rentner und Pensionäre (>65 J.)                                    | 013.8620  | 007,01                  |

### Aktuelle Bevölkerungsdaten vom Jahresende 2022
Nachfolgende Tabelle gibt den Einwohnerstand per 31. Dezember 2022 wieder.
| Kecamatan                  | Fläche km² | Einwohner gesamt | Männer  | Frauen  | Dichte Einw. je km² | Sex Ratio (100 M/F) |
| -------------------------- | ---------- | ---------------- | ------- | ------- | ------------------- | ------------------- |
| Parlilitan                 | 671,33     | 20.819           | 10.426  | 10.393  | 31,0                | 100,32              |
| Pollung                    | 312,65     | 22.459           | 11.255  | 11.204  | 71,8                | 100,46              |
| Bakti Raja                 | 23,65      | 7.718            | 3.823   | 3.895   | 326,3               | 98,15               |
| Paranginan                 | 53,23      | 15.440           | 7.691   | 7.749   | 290,1               | 99,25               |
| Lintong Nihuta             | 132,34     | 34.671           | 17.445  | 17.226  | 262,0               | 101,27              |
| Dolok Sanggul              | 222,40     | 52.661           | 26.226  | 26.435  | 236,8               | 99,21               |
| Sijamapolang               | 155,94     | 6.531            | 3.297   | 3.234   | 41,9                | 101,95              |
| Onan Ganjang               | 224,48     | 11.463           | 5.679   | 5.784   | 51,1                | 98,18               |
| Pakkat                     | 372,06     | 24.550           | 12.089  | 12.461  | 66,0                | 97,01               |
| Tarabintang                | 287,67     | 8.399            | 4.198   | 4.201   | 29,2                | 99,93               |
| Kab. Humbang Hasundutan000 | 2.455,75   | 204.711          | 102.129 | 102.582 | 83,4                | 99,56               |

## Geschichte
Zusammen mit den Kabupaten Nias Selatan und Pakpak Bharat wurde der Kabupaten Humbang Hasundutan Anfang des Jahres 2003 auf Grundlage des Gesetzes Nr. 9 gebildet. Dabei wurden zehn Kecamatan aus dem Kabupaten Tapanuli Utara abgetrennt. Diese bestehen noch heute. Als letzter wurde 199 der Kecamatan Pollung vom Kecamatan Dolok Sanggul abgetrennt, damals noch im Bezirk Tapanuli Utara.